# Sabulodes loba
Sabulodes loba là một loài bướm đêm trong họ Geometridae.